# Neosparassus
Neosparassus là một chi nhện trong họ Sparassidae.